# Landschaftsfenster
Landschaftsfenster sind bewusst gewählte Punkte in der Landschaft, von denen aus der Blick von Touristen auf sehenswerte Landschaften und einzelne Objekte gelenkt werden soll. Als Landschaftsfenster werden auch Punkte bezeichnet, von denen aus der Zustand der Landschaft in regelmäßigen Abständen fotografiert und auf diese Weise dokumentiert wird.

## Deutschland

### Landkreis Ammerland

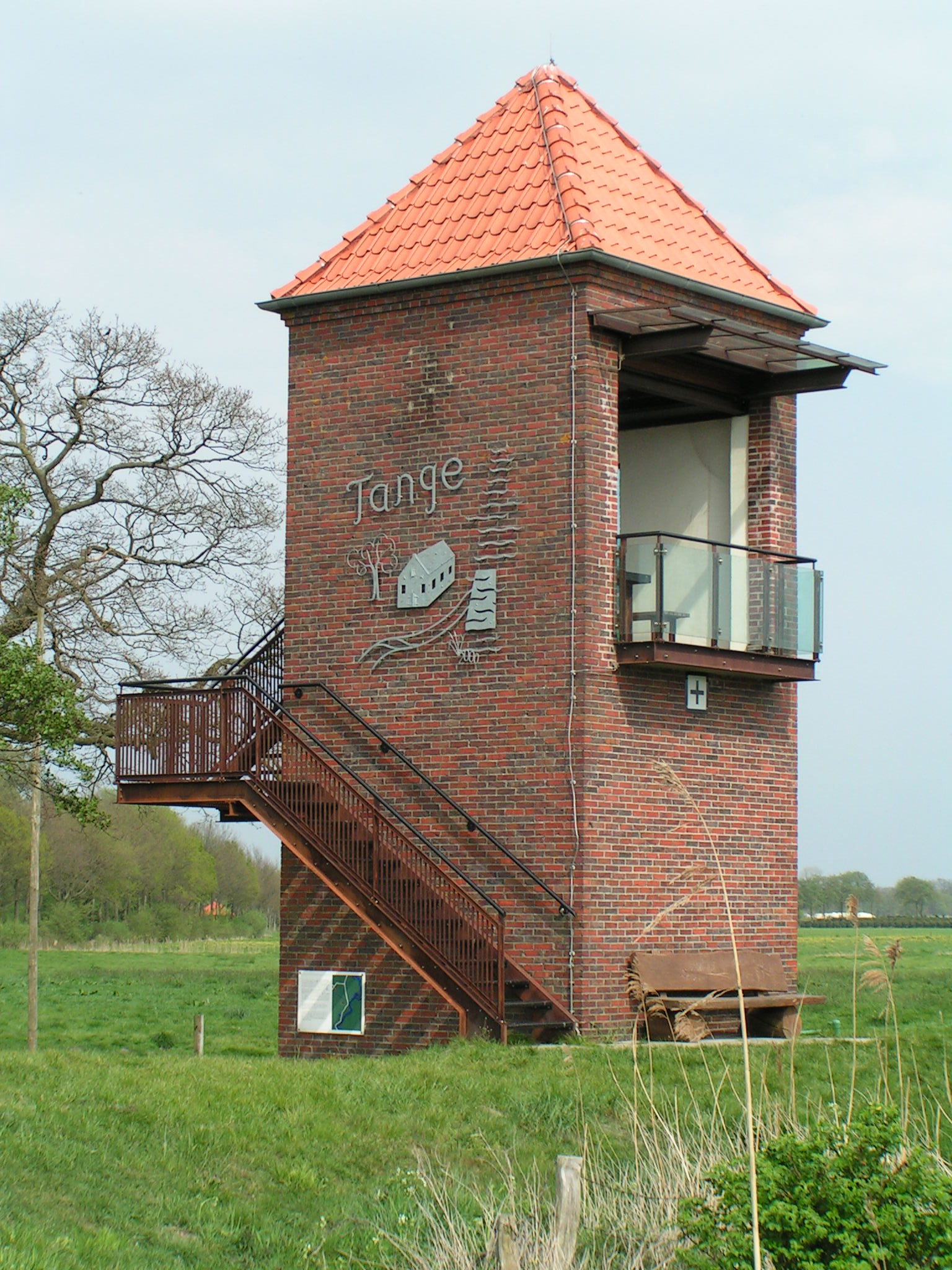
Landschaftsfenster „Wasser“

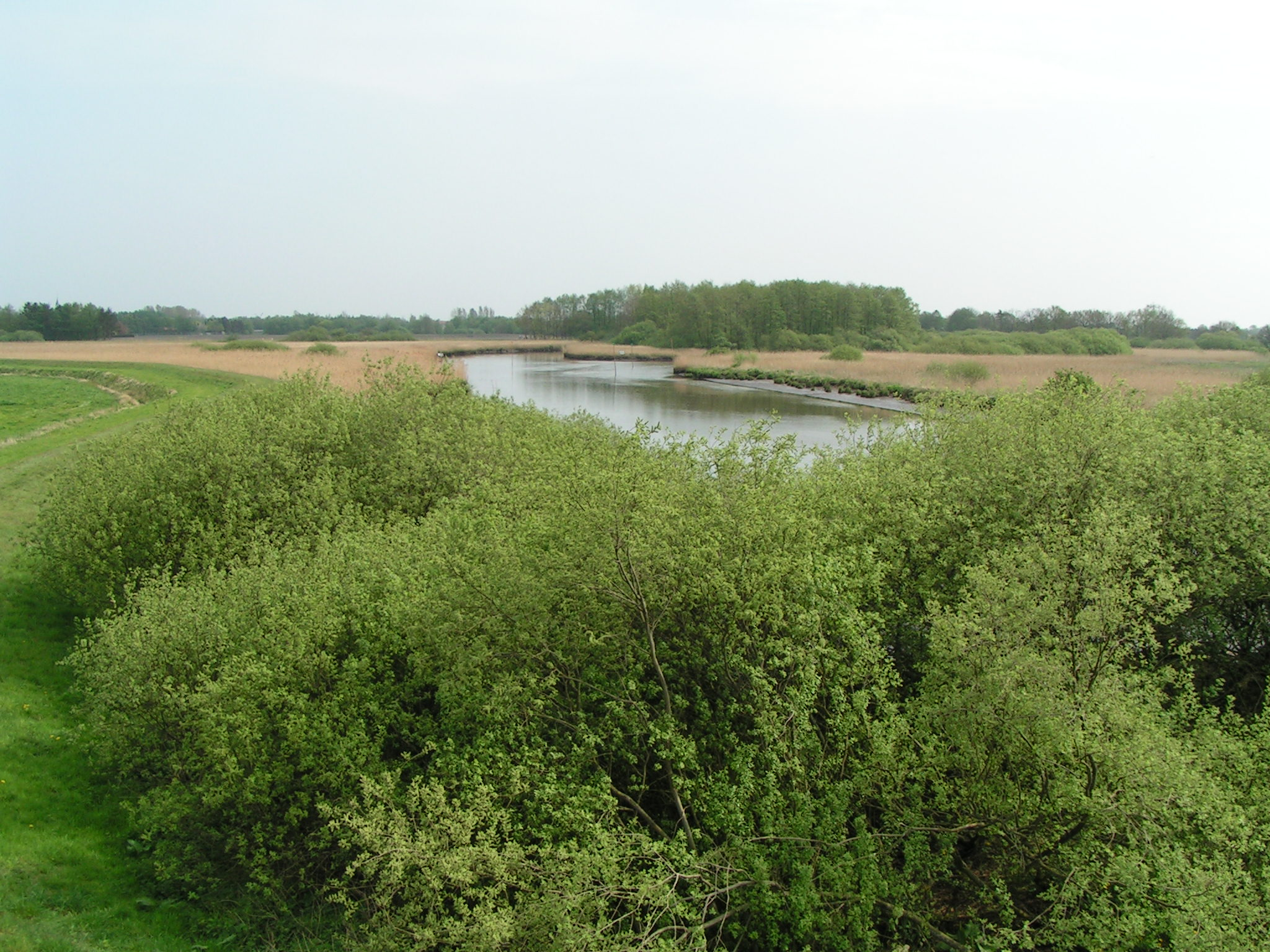
Ausblick vom Landschaftsfenster „Wasser“ (flussaufwärts)

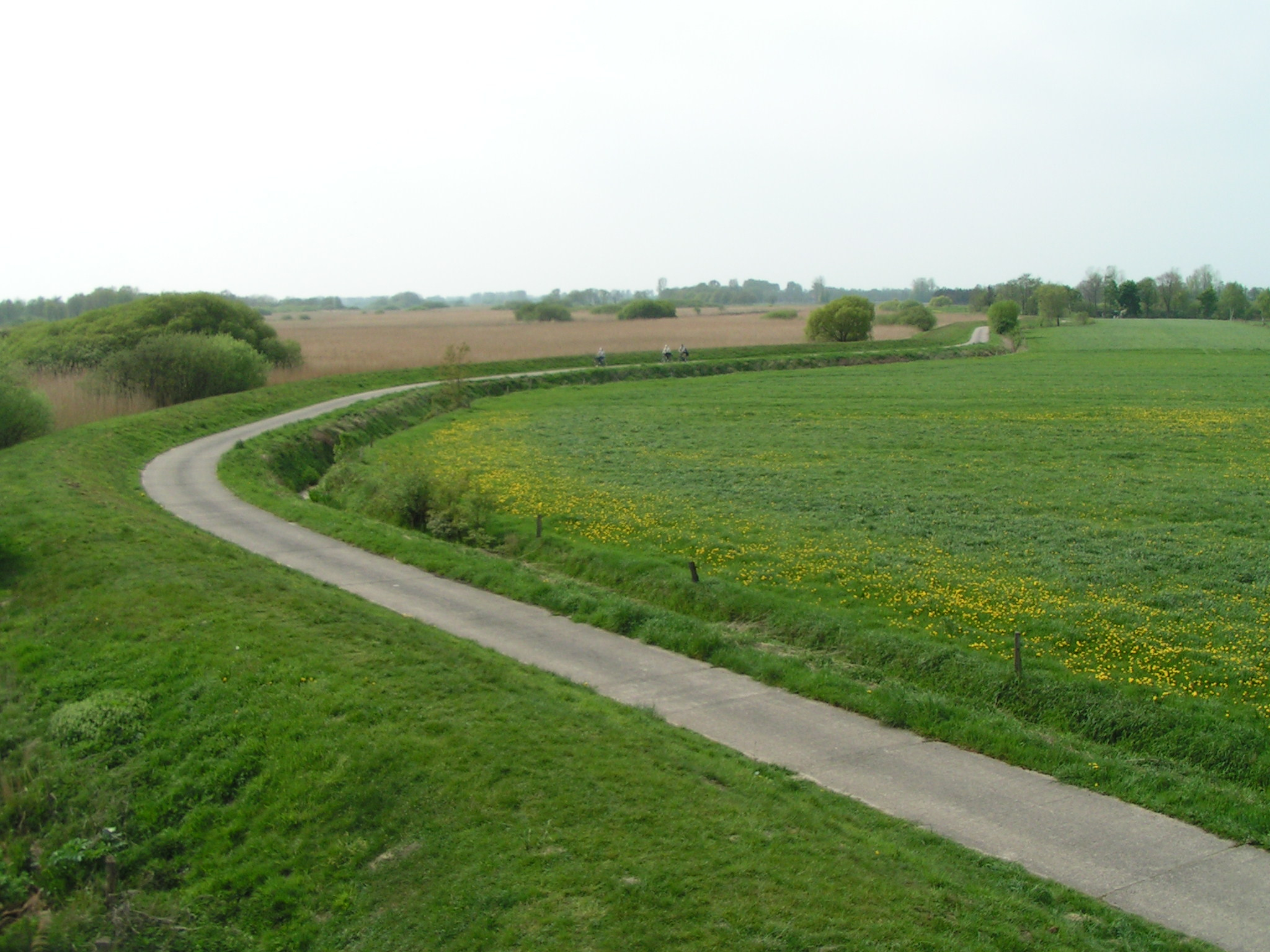
Ausblick vom Landschaftsfenster „Wasser“ (flussabwärts)

Im niedersächsischen Landkreis Ammerland sind die so genannten Landschaftsfenster eigentlich fünf kleinere Aussichtstürme, von denen aus der Besucher einen Ausblick auf typische regionale Landschaftsmerkmale genießen kann. Er soll die norddeutsche Landschaft wie durch ein Fenster betrachten und erleben.
Diese Aussichtstürme wurden im Rahmen der niedersächsischen Landesgartenschau 2002 errichtet und sollten einen bewussten Kontrapunkt zur farbigen Blütenpracht der Schau setzen, indem sie dem Besucher die herbe Schönheit der norddeutschen Natur- und Kulturlandschaft zeigen. Sie sind architektonisch sehr abwechslungsreich gestaltet. Jedem der fünf Türme sind ein bestimmtes Charakteristikum des Ammerlandes sowie Radrundwege mittlerer Länge zugeordnet, auf denen der Besucher den jeweiligen thematischen Schwerpunkt des Landschaftsfensters noch anders erleben kann.
Dabei handelt es sich um
- das Landschaftsfenster „Wasser“ in Apen, den Turm eines Deichrichters, zugeordnet: Wasser-Route,
- das Landschaftsfenster „Mühlen“ in Edewecht, den Turm eines Träumers, zugeordnet: Mühlen-Route,
- das Landschaftsfenster „Geestrand“ in Rastede, den Turm eines Malers, zugeordnet: Wallhecken-Routen,
- das Landschaftsfenster „Rhododendron“ in Westerstede, den Turm einer Rhodo-Königin, zugeordnet: Rhododendron-Routen, und
- das Landschaftsfenster „Wallhecken“ in Wiefelstede, den Turm eines Poeten, zugeordnet: Wallhecken-Routen.[2][3]

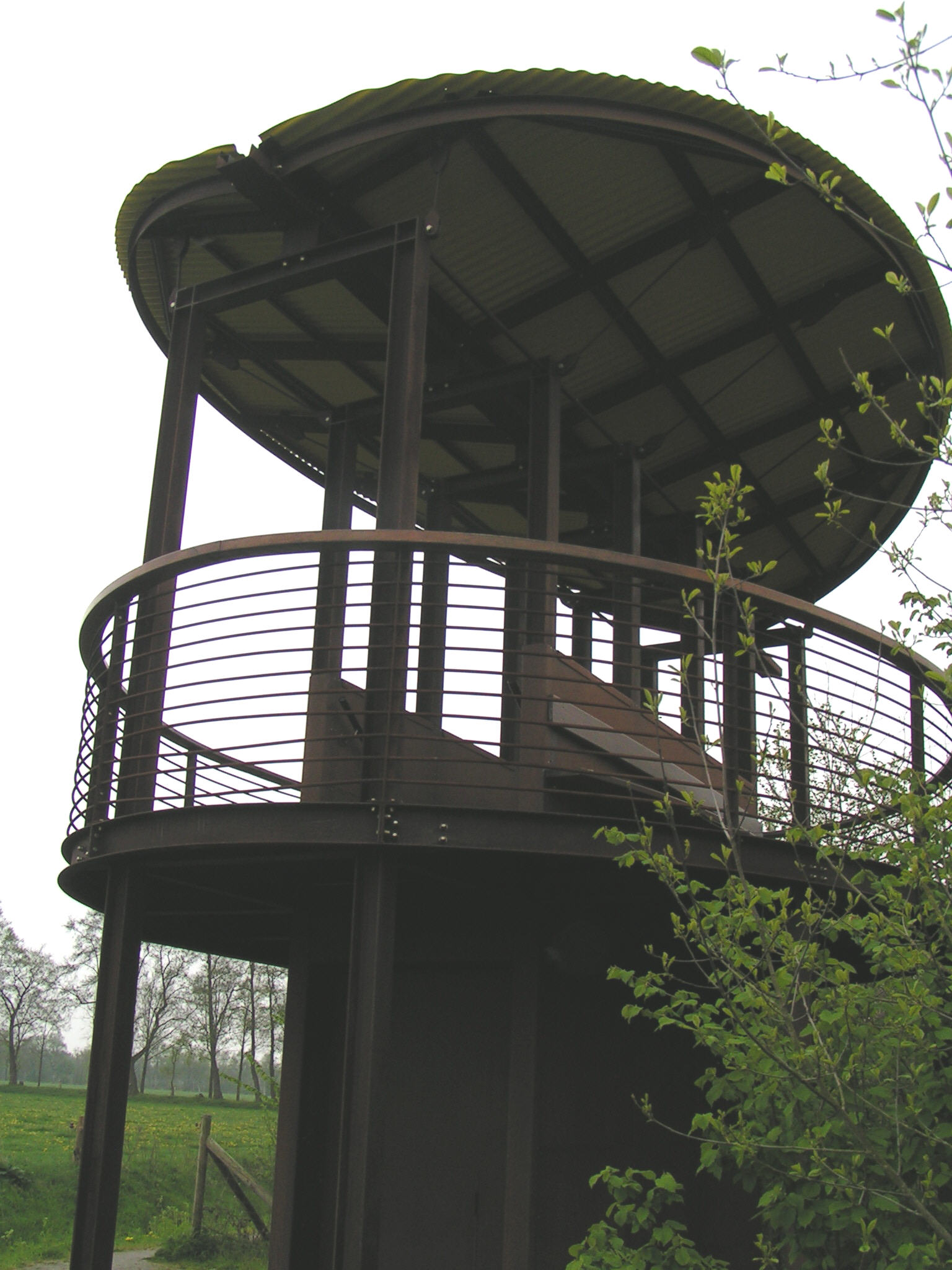
Landschaftsfenster „Mühlen“
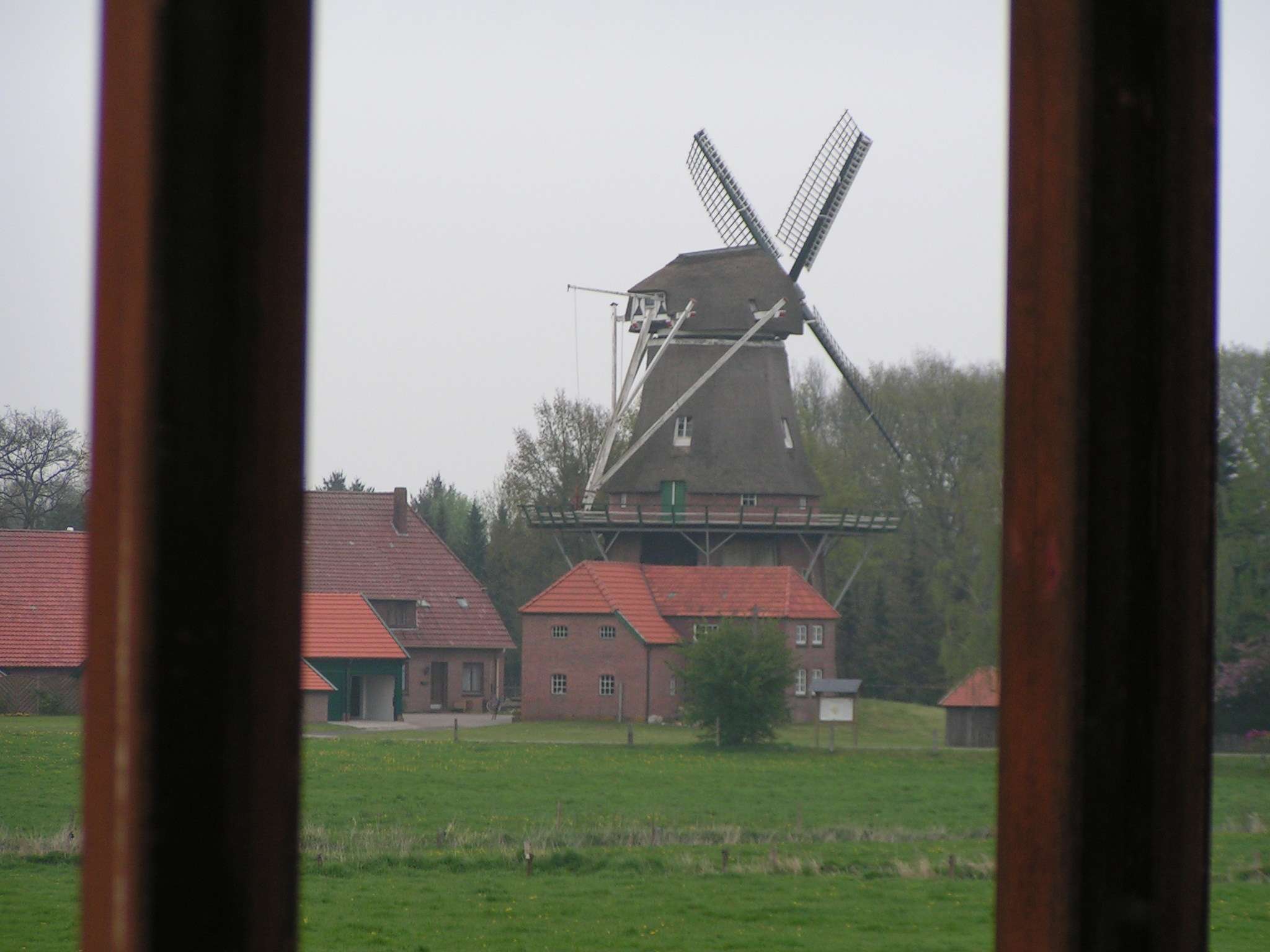
Ausblick vom Landschaftsfenster „Mühlen“
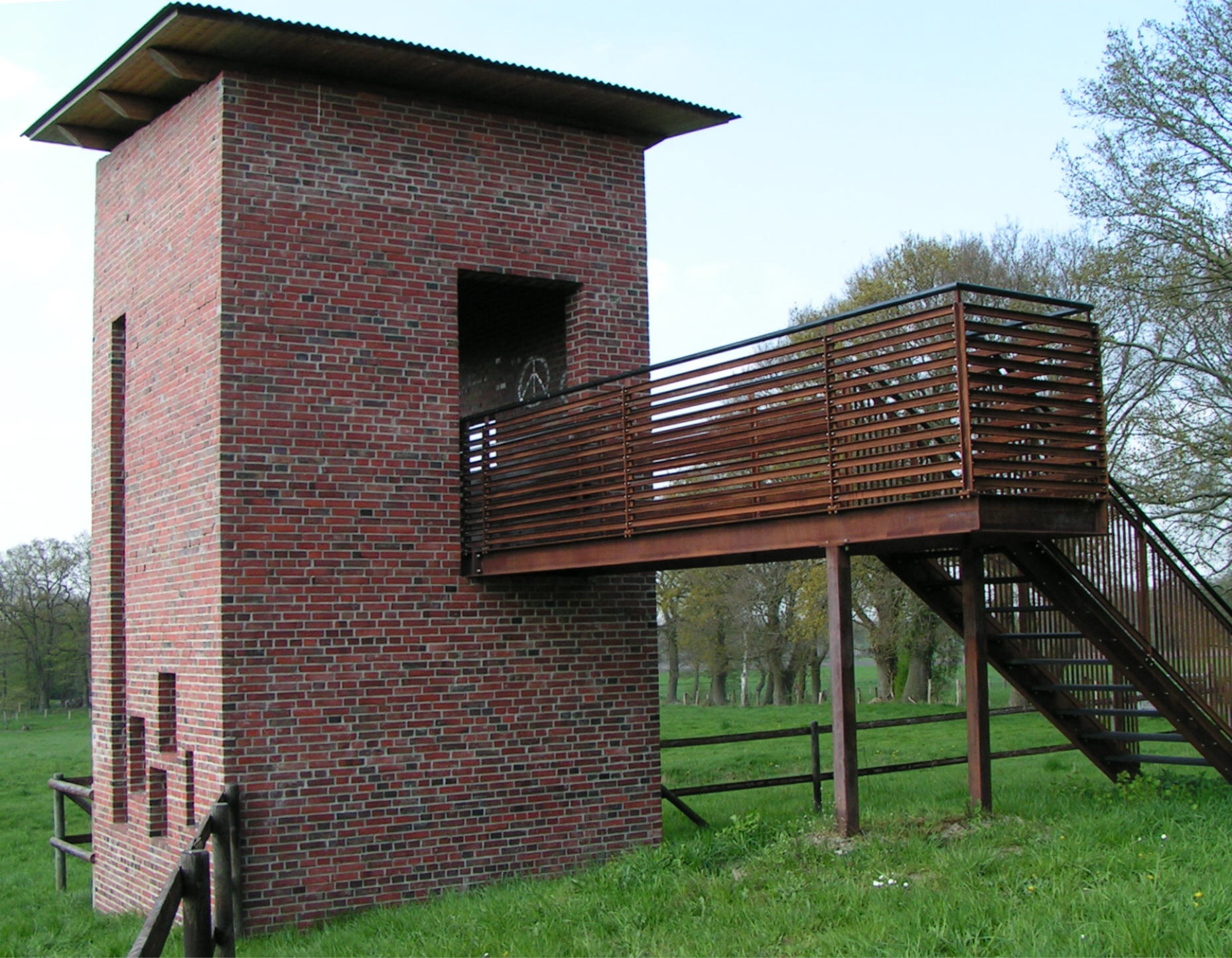
Landschaftsfenster „Geestrand“
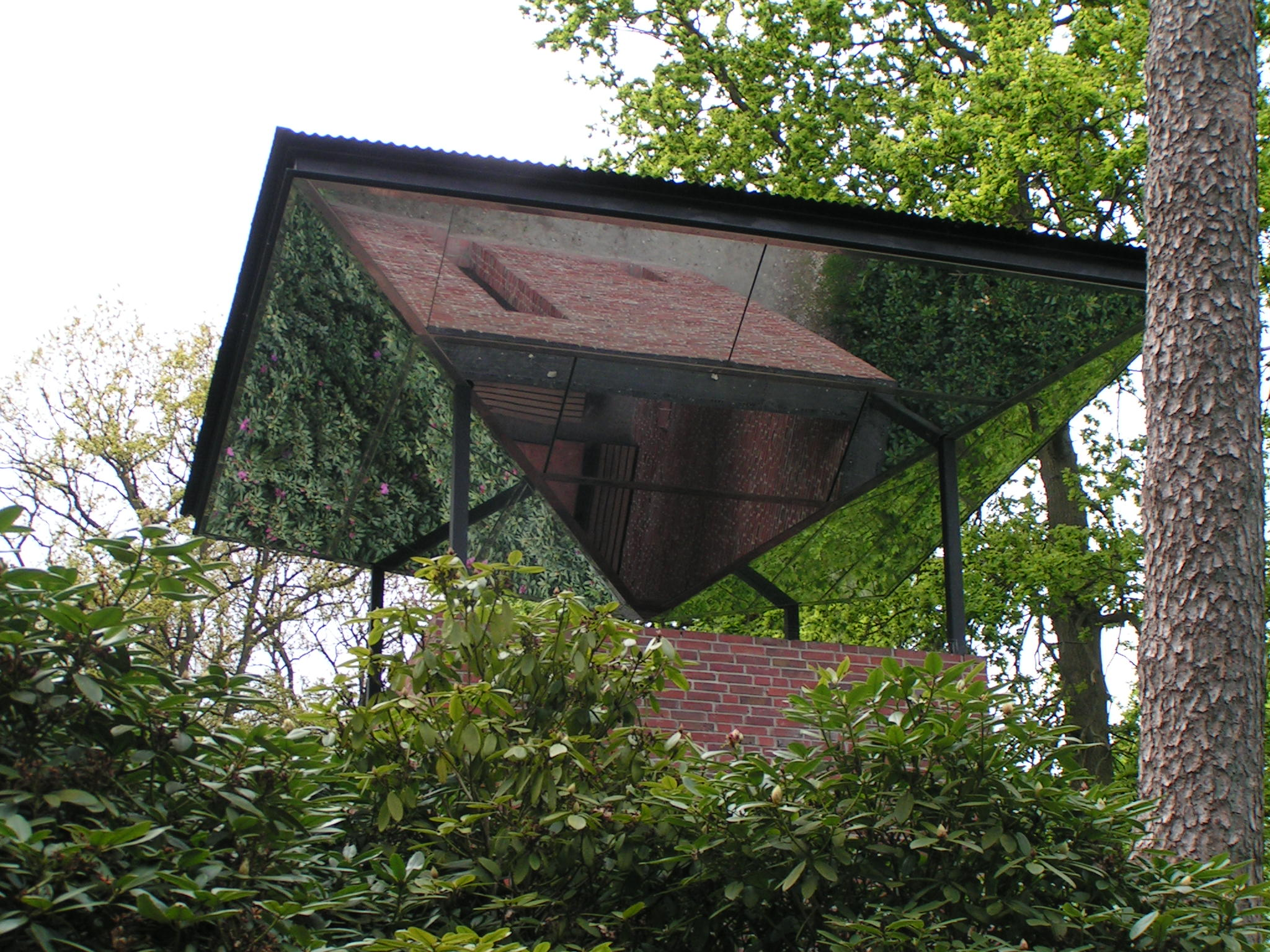
Landschaftsfenster „Rhododendron“
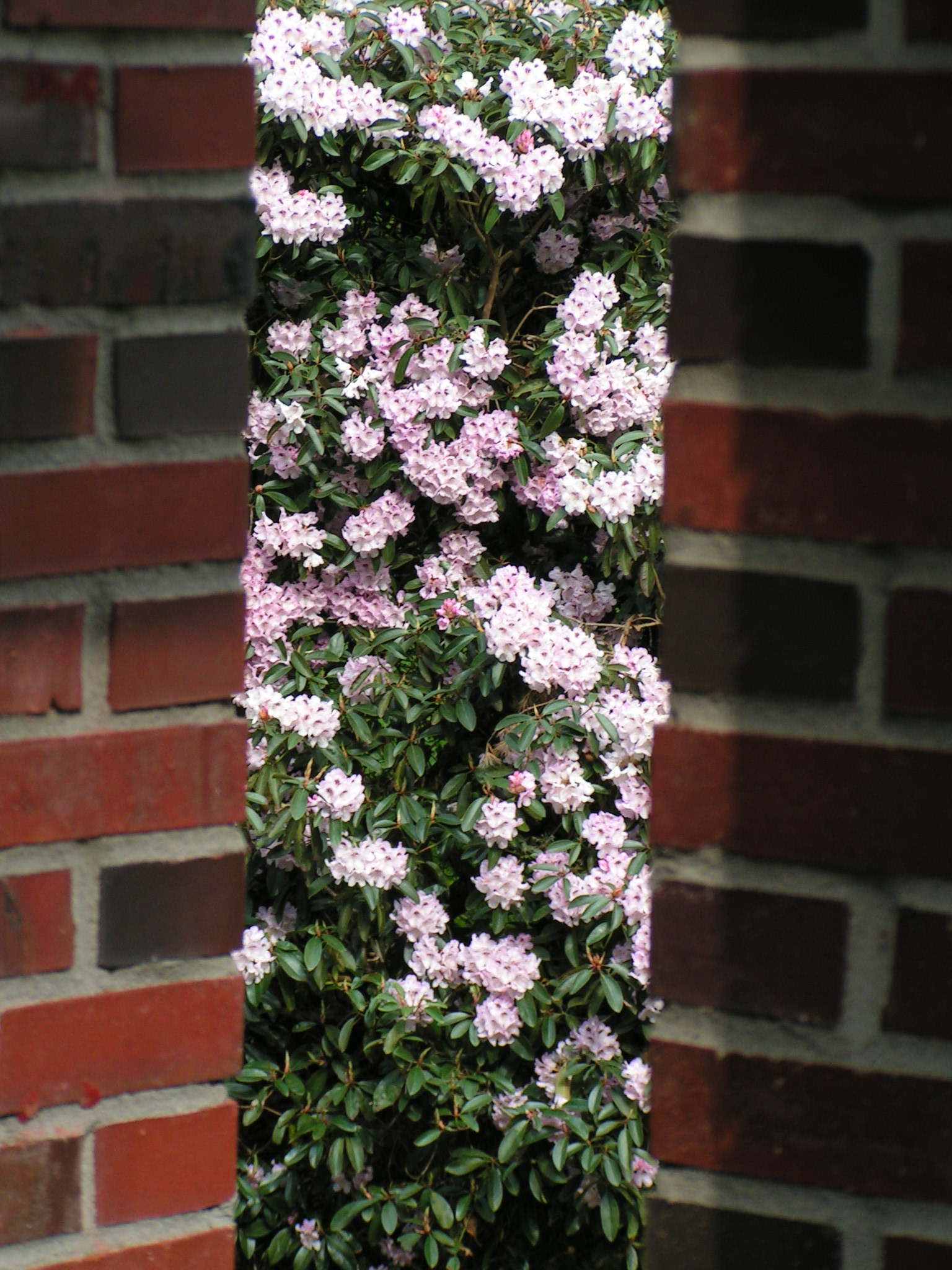
Ausblick vom Landschaftsfenster „Rhododendron“
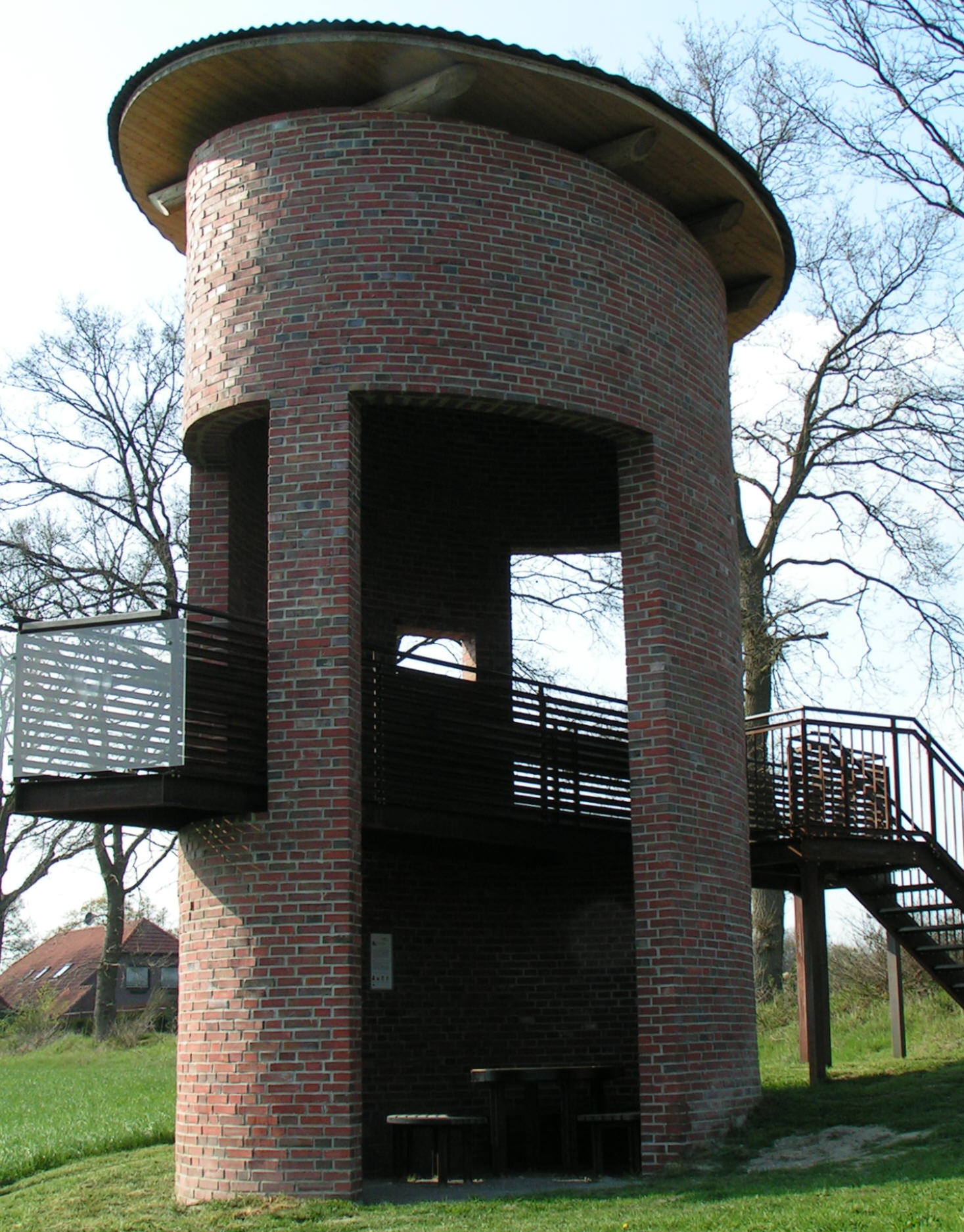
Landschaftsfenster „Wallhecken“

### Gartenschaupark Rietberg
Auf dem Gelände der ehemaligen Landesgartenschau Nordrhein-Westfalen (2008) in Rietberg (Kreis Gütersloh), dem Gartenschaupark Rietberg, entstanden Landschaftsfenster. Der umlaufende Gehölzsaum rahmt den Park, wodurch ein Innen und Außen entsteht. Durch gezielte Öffnungen, die Landschaftsfenster, korrespondiert die umgebende Landschaft mit dem Inneren des Parks.

### Region Bodensee-Linzgau
In der Region Bodensee-Linzgau ist ein Landschaftspark entstanden, der von elf Gemeinden unterhalten wird. In diesem Landschaftspark sind sechs Landschaftsfenster zu besichtigen, und zwar
- der Aach-Tobel
- das Salemer Tal
- Steilufer und Bergrücken bei Sipplingen
- Bucht und Tobelbäche bei Überlingen und Owingen
- das Aach-Delta und
- Steilufer und Drumlins bei Meersburg.[5]

### Rems-Murr-Kreis
Im Rems-Murr-Kreis werden in einem „Limespark“ genannten Regionalen Landschaftspark insgesamt 22 „Stimmgabeln“ aufgestellt. Die Stimmgabeln sind ca. 3 m hoch, aus Holz (gehobelte Eiche) und auf einem Betonsockel montiert. Mit der sogenannten „Stimmgabel“ wird ein künstlerisches Mittel gewählt, das als Landmarke prägend für die Region sein soll. Es soll Merkzeichen, Informationstafel, Aussichtspunkt und Blickfang zugleich sein. 16 Stimmgabeln werden westlich des Limes, 3 östlich davon und 3 direkt auf dem Limes platziert. Die Umsetzung soll in der ersten Jahreshälfte 2009 erfolgen.

### Ruhrgebiet
An der Grenze zwischen Gelsenkirchen und Essen wird ein Freiraumkorridor von Stadtplanern als „Landschaftsfenster“ bezeichnet.

## Österreich
In Österreich werden in regelmäßigen Abständen verschiedene Landschaften von bestimmten, Landschaftsfenster genannten Punkten aus wissenschaftlich beobachtet.

### Pöllauer Tal
Im Pöllauer Tal wird Biodiversitätsforschung mit Hilfe von Landschaftsfenstern betrieben. Zentrales Thema ist die Darstellung der landschaftlichen Veränderung von 1822 über die Gegenwart (2000–2002) bis in die Zukunft (2022). Professionelle „Landschaftsbeobachtung“ soll den historischen Zustand der Landschaft erfassen, aber auch zu einer Prognose der künftigen Entwicklung der Landschaft im Pöllauer Tal beitragen.

### Mölltal
Das Landschaftsfenster Reißeck im Mölltal ist eine Analysemethode, mit der durch Szenarienbildung die Zusammenhänge zwischen Landschaft und regionaler Entwicklung untersucht werden sollen. In der Gemeinde Reißeck sollte mit dieser Methode die Richtung der zukünftigen Landschaftsentwicklung analysiert werden. Anhand einer Gegenüberstellung der Landschaft von Gestern (1830), Heute (2006) und Morgen (Szenario 2036) wurden Probleme und Chancen gemeinsam mit den Gemeindebewohnern identifiziert, diskutiert und Ideen zur Förderung einer nachhaltigen Entwicklung auf Gemeindeebene gesammelt.

## Schweiz
Landschaftsfenster bilden Stationen eines Pfades um den Bielersee herum.